# Višji štabni vodnik
Višji štabni vodnik je višji podčastniški čin v Slovenski vojski, po Nato standardu je uvrščen na raven OR8.Tipične dolžnosti v SV so vodja OE, višji inštruktor in višji štabni PČ na bataljonski/polkovni ravni.
Višji štabni vodnik je prva dolžnost višjih podčastnikov. Poveljuje enoti ali opravlja zahtevnejša dela in naloge v vseh treh kariernih stebrih. Izvaja naloge v štabnem procesu med usposabljanjem, urjenjem in rednim delom. Načrtuje, organizira, nadzira, vodi in izvaja usposabljanje in urjenje ter vsakodnevne priprave podrejenih. Samostojno izdeluje in vodi evidence, preglednice, analize, ter poročila na svojem strokovnem področju oziroma pripravlja navodila, ter nudi pomoč podrejenim. Sodeluje pri načrtovanju usposabljanja, urjenja, rednega dela, oskrbe in vzdrževanja. Zagotavlja izvajanje predpisov, navodil in ukazov v enoti.
Slovenska vojska :